# Autostrada A3 (Włochy)
Autostrada A3 (Autostrada Neapol-Salerno) – autostrada na południu Włoch. Łączy Salerno z Neapolem.
Całość trasy została oddana do użytku w 1974 roku na odcinku Neapol - Reggio di Calabria. W 2017 roku skrócono arterię do odcinka Neapol - Salerno, a odcinkowi Salerno - Reggio di Calabria nadano numer A2, który w latach 1962 - 1988 był przypisany do autostrady łączącej Rzym z Neapolem.